# Michael Scofield
Michael J. Scofield az amerikai Szökés című sorozat egyik főszereplője, akit Wentworth Miller alakít. Michael 31 éves. A sorozat első évadának premier epizódjában szerepel először, amikor is kirabol egy bankot, hogy abba a börtönbe kerüljön, ahol a bátyja, Lincoln Burrows a kivégzését várja. Az első évad fő szálának cselekménye, hogy Michael megszöktesse bátyját a Fox River börtönből, így elkerülve a kivégzést. Mint az egyik főszereplő, Michael eddig a sorozat összes epizódjában szerepelt. Habár a bátyja, Lincoln a másik főszereplő, Michael az első és harmadik évad folyamán sokkal nagyobb szerepet játszik a sorozatban.
Egyes epizódokban található visszapillantások kapcsán megtudhatjuk, hogy milyen szoros kapcsolat van Michael és Lincoln között, valamint, hogy miért is olyan elszánt Mike, hogy kihozza a bátyját a börtönből, ezzel elkerülve a halálbüntetést. Ezekben a visszapillantásos jelenetekben Dylan Minnette játssza a fiatal Michaelt.

## Háttér
Michael 1974. október 8-án született az ohiói Toledóban. Miután apja elhagyta a családot, anyja leánykori vezetéknevét vette fel. Anyja halála után Lincoln gondoskodott a kis Michaelről. Miután apjuk elhagyta őket, Lincoln bűnözésbe kezdett, de közben távol tartotta Michaelt ettől a sorstól. Anyjuk halála után Veronica Donovan családjához költöztek a testvérek, ám csak rövid időre. Ezután Michael és Lincoln nevelőszülőről nevelőszülőre járt, és nem mindig voltak együtt. Az egyik ilyen akkor következett be, amikor Linc 17, Michael pedig 11 éves volt. Michael egy chicagói nevelőszülőhöz került, aki folyamatosan bezárta őt egy sötét raktárba és többször megverte. Hat hónap múlva a férfit holtan találták a lakásában, Michaelt pedig kiszabadította valaki.
A fiatal Michael Scofield megpróbálta elfelejteni a szörnyűségeket és semmit sem mondott a rendőröknek. Amikor Michael reggelente felébredt és nem tudta, hogy hol van a bátyja, egy origami daru várta, ami azt jelképezte, hogy a bátyja mindig vigyáz rá. Michael tehetséges tanuló volt, aki később a toledói Morton East középiskolában végzett kitűnő bizonyítvánnyal. A chicagói Loyola egyetemen szintén kitűnő diplomát szerzett építészmérnöki tanulmányaiból. Michael a Middleton, Maxwell & Schaum építészeti cégnél dolgozott statikusként Chicago belvárosában.
2005. november 4-én látszólag meghal, feleségének, Sara Tancredinek börtönből való megszöktetése közben, Sara szabadságáért cserébe. A vélhetőleg nagy erejű áramütést azonban valahogy túléli.
Az első évad tizenhatodik epizódjában, A múlt árnyaiban megtudjuk, hogy milyen volt a testvérek kapcsolata három évvel Michael bebörtönzése előtt, valamint, hogy miért is ment el ilyen messzire, hogy megszöktesse Lincolnt.
A harmadik évadban kiderül, hogy Michael folyékonyan beszél spanyolul.

## Szereplések

### 1. évad
Az első részben tűnik fel, amikor kirabol egy bankot. Terve alapján kérvényt nyújt be a bíróságon, hogy halálra ítélt bátyja mellé, a Fox Riverbe kerüljön. Miután bejut, elkezdi előkészíteni a saját és Lincoln szökését, a testére tetovált alaprajz segítségével. Több rabot is bevesz a tervébe, mivel szüksége van rájuk: Fernando Sucrét, a cellatársát, John Abruzzit, a maffiavezért és Charles Westmorelandet, a legendás D.B. Coopert. Az évad során rengeteg minden történik vele: elveszíti két lábujját, többször megverik, szerelmes lesz a börtönorvosba (Dr. Sara Tancredi) és több balszerencse is éri. A börtönben összebarátkozik az igazgatóval, Henry Pope-pal, akinek segít a Tádzs Mahal makettjének megépítésében.
Bejut a Börtön Munkára, ahol minden nap találkozik Lincolnnal, így tudja részletesen beavatni őt a tervébe. Először lázadást szítanak a részlegükben, hogy elkerüljék a létszámellenőrzést, így nyugodtan tudnak ásni Sucréval a cellájuk mögött. Később Michael kimenti Sarát az erőszakos rabok karmai közül, majd biztonságba juttatja. Ezek után bejutnak egy raktárba, ami azon a csatornavezetéken ül, amely a szabadságba vezeti őket és elkezdik az ásatásokat. Időközben több rabot is kénytelenek bevenni a csapatba, egy alkalommal pedig kis híján kivégzik Lincolnt. Apja, Aldo Burrows akadályozza ezt meg, így Michael nyer egy kis időt és nekilát terve befejezésének. Egy alkalommal leég a hátáról a tervrajz azon része, amelyre szüksége van, így átmenetileg az elmegyógyintézetbe kerül, ahol Zakkanttal pótoltatja a hiányzó részeket. Végül elintézi, hogy Sara nyitva hagyja nekik az orvosi rendelő ajtaját, melyen keresztül szökni fognak. Amikor eljön a szökés éjjele, terve szerint "kihasználja" Pope-ot.
Ezek után, ő és 7 másik rab jut ki a börtönből, név szerint: Lincoln, Sucre, Abruzzi, Zsebes, Golyó, Kisgyerek és Zakkant. A környező erdőségen keresztül menekülnek egy furgonig, amely azonban lerobban, így gyalog kényszerülnek menekülni a reptér felé. Az út során több társuktól is megválnak, majd megérkeznek a reptérre. Pechükre a gép előbb száll fel és nélkülük repül Mexikó felé. Michael és társai gyalog kényszerülnek továbbmenekülni.

### 2. évad
A szökés után külön folytatja útját Lincolnnal: először sikertelenül megpróbálják megszöktetni LJ-t, majd Westmoreland pénze után erednek. A pénzt nem sikerül megszerezni, ám végre fellángol a szerelem Sara és közte. Később azonban sorscsapásként éri, amikor apját, Aldót lelövi Mahone ügynök és meghal. Mivel nem sikerül bizonyítani Lincoln ártatlanságát, bátyjával Panamába menekül, ám oda is követi őket az a bizonyos CÉG, így Michael egy Sona nevű börtönbe kerül – rabként.

### 3. évad
Az évad elején megrázó hírt kap: Sarát megölte a CÉG és most azt akarja, juttasson ki a Sonából egy James Whistler nevű rabot, az elfogott LJ életéért cserébe. Michael új szökési tervet eszel ki, majd néhány rab segítségével megszökteti az említett férfit. Az évad végén Michael elindul, hogy megbosszulja Sarát.

### 4. évad
Az évadnyitó epizód elején láthatjuk, amint egészen Los Angelesig követte Gretchent és Whistlert, hogy megbosszulja Sara halálát, de Gretchen elmondja, hogy hazudott, és Sara még mindig életben van. Michael nem hisz neki, és felhívja Lincolnt, majd pedig Bruce-t. Miután a testvérével együtt letartóztatják, Donald Self ügynök választás elé állítja őket: vagy segítenek neki a CÉG ellenében és megszerzik a Scyllát (egy merevlemez, ami rengeteg értékes információt tartalmaz a CÉG-ről), vagy pedig mennek a börtönbe. Először nem mennek bele, miután Bruce Bennett leteszi értük az óvadékot, majd elviszi őket Sarához. Michael és Sara újra találkoznak. Viszont miután Wyatt, a Cég új bérgyilkosa megpróbálja megölni őket Sara lakásán, mégis beszállnak az akcióba. Csatlakozik hozzájuk Mahone, Sucre és Bellick, valamint Roland Glenn, egy számítógépes hacker is. Michael tetoválását lézer segítségével eltávolítják.
A második epizódban sikerül megszerezniük egy merevlemezt, amelyről azonban kiderül, hogy csak a Scylla egy darabja, mert összesen hat lemez van. Az epizód folyamán Michael többször is furcsán viselkedik, mintha fáradt vagy beteg lenne, az epizód végén elindul az orrából a vér. A harmadik részben, miután az akció lefújása után Self ügynök megpróbálja elkapni őket, Michael el tud menekülni és kihallgat egy CÉG-es találkozót, amiben mind a hat kártyahordozó részt vett. Ezt elmondja Selfnek, aki ezek után megengedi a csapatnak, hogy mégis folytassák az akciót.
A Sasok és angyalok epizódban Los Angeles-i rendőröknek öltözik Mahone-nal és Lincolnnal, hogy a második kártyaőr közelébe férkőzzenek. Miután megszerezték a kártya tartalmát, felhívja Sarát, hogy minden rendben van és kéri, hogy menjen vissza a raktárba.
Az ötödik, Csend béke nélkül részben újabb orrvérzést kap, amit már nem tud eltitkolni Lincoln elől. Erre Linc úgy reagál, hogy "13 éves korodban az volt". Amint kiderül, Michaelnek az állapota hasonló, mint az édesanyjáé volt. Neki is folytonos orrvérzései voltak tinédzser korában, amelyek azonban egy idő múlva elmúltak, kis idővel a halála előtt pedig újra visszajöttek, 31 éves korában. Michaelnek is most, hogy 31 éves lett, kezdtek jelentkezni újra az orrvérzési tünetek 13 éves kora óta. Az édesanyja agytumorban halt meg.
A következő epizódban egy lóversenypályára megy a csapat többi tagjával, majd sikeresen lemásolják a soron következő, szám szerint 4. kártyát. Az akció közben azonban a rendőrség elkapja Mahone-t, így Michael kieszel egy tervet, hogyan szöktethetnék meg a bíróságról. Miután túlterhelik a tárgyalóterem áramellátását, az lekapcsol, így észrevétlenül ki tudják hozni Alexet.
Az 5. kártyaőr keresésére Las Vegasba indul a csapat fele, míg Michael, Mahone és Bellick Zsebes keresésére indulnak. Kiderül, hogy ez csapda, melyet Zsebes és Gretchen eszelt ki, hogy Michael összerakja a madaras könyv tartalmát és rájön, hogy a tervrajz összeillesztve a Scylla tartózkodási helyét mutatja meg, de nincs meg az összes lap a könyvből. Később felfedezi Zsebes irodájában a titkos lejárót, ami egy Scyllához vezető folyosót rejt. Mahone segítségével bezárja Zsebest egy ketrecbe, de később mégis kénytelen kiengedni, mert a lapok többi része Gretchennél van, aki Zsebessel társult korábban. Mivel Lincék megszerezték az 5. kártyát Vegasban, már csak az utolsó kártyát kell megtalálniuk, amit maga Krantz tábornok őriz. Lincoln előáll egy tervvel, de az utolsó kártya megszerzése nem sikerül.
A Scyllához vezető akció a GATE cégnél, Zsebes irodája alatt kezdődik, és egy hatalmas vízcsőhöz vezet, amit át kell fúrniuk. Fúrás közben Michael rosszul lesz, ezért Sucre veszi át tőle a szerszámokat és folytatja a munkát. Hogy átjussanak a csövön, Bellick feláldozza magát a csapat érdekében.
Az ezt követő, A titok nyitja epizódban Michael állapota még tovább súlyosbodik és a rész elején összeesik. Sara kórházba viszi, ahol megvizsgálják és koponya CT-t végeznek el rajta. Az epizód végén kiderül, hogy Hipotalamikus Hamartomát észleltek a CT-n, ami igen ritka betegség, és azonnali műtétre van szüksége, különben meghalhat.
Michael azonban nem akarja, hogy amíg a többiek a Scyllát akarják megszerezni, ő a kórházban legyen, ezért Sara injekciókat ad be neki, hogy ne legyen rosszul, ám ez csak átmeneti megoldás. Így folytatják a tervüket, hogy bejussanak a CÉG főhadiszállására. Sikerül is megszerezniük a Scyllát, azonban Self átveri őket és maga akarja eladni azt. Michael viszont kivett egy darabot a Scyllából, ami nélkül az nem ér semmit, így Self visszamegy a raktárhoz és megpróbálja kifüstölni onnan Michaeléket. Lincoln azonban nincs a raktárban és megtalálja Selfet a raktár melletti épület tetején. Leüti és beviszi a raktárba, mialatt megjelenik Gretchen is és elviszi Selfet, akivel egy hotelba megy. Mahone-on kívül a csapat követi őket. Michael meglazítja a tűzlétrát, így Self, miközben azon akar elmenekülni leesik, Michael el is tudja tőle venni a Scyllát. Amikor elkezd futni vele, újra elered az orrából a vér és összeesik. Ekkor Self visszaveszi a Scyllát, és már épp lelőné Michaelt, amikor a CÉG ügynökei tüzet nyitnak rá, így el kell menekülnie. Az ügynökök beteszik az eszméletlen Michaelt a furgonjukba és elviszik, amit Lincoln lát, de már nem tudja megakadályozni.
A következő jelenetben Michaelt egy kórházban láthatjuk, egy csomó gépre kapcsolva. Egy kéz megfogja a kezét, amiről kiderül, hogy Krantz tábornok az. Lincoln elmegy a CÉG főhadiszállására és követeli a Tábornokot, hogy láthassa az öccsét. Krantz ezt meg is teszi és biztosítja Lincet, hogy az öccse a legjobb orvosi ellátást kapja, a CÉG technológiája sokkal korszerűbb, fejlettebb, mint a hétköznapi ellátások. Azt is elmondja Lincnek, hogy csak abban az esetben műtik meg Michaelt -és mentik meg az életét-, ha Lincoln visszahozza a Scyllát. Amikor Linc beleegyezik, Krantz átad neki egy mappát, amiben egy 'Tombstone II' nevű 'ösztönzés' található. Mivel Mahone-t Lang és Wheeler ügynök letartóztatta, így most Lincoln, Sara és Sucre feladata, hogy visszaszerezzék a Scyllát Selftől és Gretchentől, ezzel megmentve Michaelt.
A következő epizódban Sara a gyenge Michaellel van a kórházban. Michael érdeklődik, milyen kórházban van, de Sara csak annyit mond, hogy a legjobb kezekben van. Amíg Lincoln és Sucre a Scylla után ered, Sara végignézi, ahogy Michaelt megműtik. Ilyen műtétet, amit a CÉG orvosai Michaelen végeznek, még nem látott. Krantz tábornok elmondja neki, hogy habár ez az eljárás még kísérleti stádiumban van, egyszer már használták, és az a beteg azóta is boldog, szép életet él. Sara megtudja azt is, hogy a műtét során Michael érzékei egyszerre válnak aktívvá, és az élete 'lepereg' előtte, ennek következtében pedig álmodhat is. Így a régi Fox Riveres cellájában ébred fel Michael, ahol Charles Westmoreland köszönti őt. Mialatt megpróbálja megfejteni az igazságot a Scyllával kapcsolatban Charles segítségével, a műtőben leáll a szíve. Az orvos injekciót ad neki, Sara pedig bemegy a műtőbe és kéri szerelmét, hogy ne adja fel. Miután Charles rávezeti, hogy mi is a Scylla, valamint Sara hangját hallva, Michael felébred. Később elmondja Sarának, hogy volt egy furcsa álma a Scylláról, és kiderült, hogy az nem is a CÉG kis fekete könyve, hanem kémiai elemek kombinációja, melyeket együtt felhasználva napenergiát nyerhetünk. Tehát nem feltétlenül rossz dolog. A műtét után Lincoln meglátogatja az öccsét, aki meglepve hallja, hogy Linc a CÉG-nek fog dolgozni, amíg nem szerzi vissza a Scyllát. Michael megpróbálja lebeszélni bátyját erről, ám Linc odaadja neki a 'Tombstone II' aktát, és elárulja, hogy az anyjuk is a CÉG-nek dolgozott halála előtt, így ő is csak a családi bizniszt folytatja.
A téli szünet előtti utolsó részben, a Piszkos módszerek-ben Michael megtudja, hogy anyjuk még mindig életben van, és a CÉG-nek dolgozik. Egy pszichiáter megpróbálja őt meggyőzni arról, hogy csatlakozzon a CÉG-hez és az anyjához, ám Michael nem hisz neki. Sikerül megszöknie az erdő közepén álló, elhagyatott helyen fekvő házból Sara segítségével. Az epizód végén megvallja Sarának, hogy az anyja még mindig életben van, és láthatóan össze van zavarodva.
Ezután Michael és Sara Miamiba mennek, hogy találkozzanak Lincolnékkal. Közben közli Linccel, hogy az anyjuk életben van, és hogy nem fogja hagyni, hogy visszajuttassák a Scyllát a CÉG kezei közé. Christina egyik embere megpróbálja elrabolni őket, de nem jár sikerrel, mert el tudnak menekülni a kamionból. A férfi üldözni kezdi őket, de Michael túljár az eszén és megöli. Mielőtt meghalna, a férfi közli velük, hogy nem Krantz küldte. A következő epizódban megérkeznek Miamiba, ahol Sara egyik volt évfolyamtársának a lakásában szállnak meg, mert a nő nincs otthon. Sara többször is láthatóan nem érzi jól magát, és az epizód végén kiderül, hogy terhes, mégpedig Michaeltől.

### 5. évad
Zsebes a szabadulásakor egy levelet kap, amiben egy fényképet talál, amin Michael Scofield elmosódottan látszik, a háttérben pedig egy mecset van. A levelet elviszi Lincolnhoz, aki előbb Sarát értesíti (aki kételkedik a fénykép valódiságában), majd Lincoln Jemenbe indul, ahol az Ogygia nevű börtön található, ahol a fénykép feltehetően készült. Odaérkezve azonban Michael letagadja, hogy ismerné őt.